# آنا كلوديا تالانكون
آنا كلوديا تالانكون (مواليد 1 مايو 1980) هي ممثلة ومقدمة برامج مكسيكية، شاركت في مسلسل سجين في مهمة رسمية.

## روابط خارجية
- آنا كلوديا تالانكون على موقع IMDb (الإنجليزية)
- آنا كلوديا تالانكون على موقع ألو سيني (الفرنسية)
- آنا كلوديا تالانكون على موقع أول موفي (الإنجليزية)
- آنا كلوديا تالانكون على موقع قاعدة بيانات الأفلام السويدية (السويدية)
- آنا كلوديا تالانكون على موقع قاعدة بيانات الفيلم (الإنجليزية)
- آنا كلوديا تالانكون على موقع كينوبويسك (الروسية)